# Халлетт, Майк
Майк Ха́ллетт (англ. Mike Hallett) — английский профессиональный игрок в снукер.

## Биография
Родился в Англии 2 июля 1959 года. Начал играть в снукер в 10 лет. В настоящее время комментирует матчи Премьер-лиги на канале «Sky Sports», а также является главным обозревателем снукера на британском «Евроспорте».

## Достижения
Выиграл один рейтинговый турнир — единственный в истории турнир в Гонконге — Hong Kong Open, где он обыграл новозеландца Дина O’Кейна со счётом 9:8. Дважды выходил в финал Мастерс — в 1988 и 1991(проиграл 8:9 Стивену Хендри, ведя 7:0 и 8:2 ) годах. Также дважды выходил в 1/4 чемпионата мира: в 1987 и 1989.

## Победы

### Рейтинговые турниры
- Hong Kong Open — 1989

### Другие турниры
- Fosters World Doubles — 1987 (со Стивеном Хендри)
- Humo Masters — 1991
- World Masters Doubles — 1991 (со Стивеном Хендри)
- Regal Scottish Masters — 1991
- English Professional Championship — 1989
- Fosters Professional — 1988
- Pontins Open — 1991, 1993